# Akiva Aryeh Weiss
Akiva Aryeh Weiss (hebr. עקיבא אריה ויס; ur. 29 listopada?/11 grudnia 1868 w Grodnie, zm. 23 maja 1947 w Tel Awiwie) – syjonista, architekt, urbanista, założyciel miasta Tel Awiw.

## Życiorys
Akiva Weiss urodził się 11 grudnia 1868 r. w żydowskiej rodzinie w Grodnie, na dzisiejszej Białorusi. Dorastał w Łodzi, gdzie zdobył zawód złotnika i zegarmistrza. Jego rodzinny zakład mieścił się przy ul. Piotrkowskiej 17 w Łodzi. W 1906 r. wyemigrował z rodziną i sześciorgiem dzieci do Palestyny, gdzie został prezesem spółdzielni budowlanej Akhuzat Bayit, w ramach której stworzył projekt nowego żydowskiego miasta.
Weiss przewodniczył w 1909 r. tzw. loterii muszelkowej polegającej na losowaniu działek pod budowę domów w Tel Awiwie. W losowaniu wzięło udział 66 rodzin żydowskich, które losowały muszle zawierające numery działek. Ten historyczny moment na swojej fotografii uchwycił Abraham Soskin.
Weiss był także założycielem przemysłu tekstylnego w mandacie Palestyny i zbudował jedną z pierwszych fabryk włókienniczych w Tel Awiwie, znaną jako dom Łodzia (ul. Nahmani 43, Tel Awiw), jej nazwa była inspirowana nazwą miasta, w którym Weiss spędził młodość. Do dziś zachował się również dom Weissa z początku XX w., zaprojektowany przez niego samego. Obiekt jest zlokalizowany w granicach Białego Miasta, znajdującego się na Liście Światowego Dziedzictwa UNESCO, przy ul. Herzl 2. Weiss mieszkał w nim do swojej śmierci, a jego rodzina zamieszkiwała go do lat 60. XX w..
Akiva Aryeh Weiss spoczywa na cmentarzu Trumpendor w Tel Awiwie.

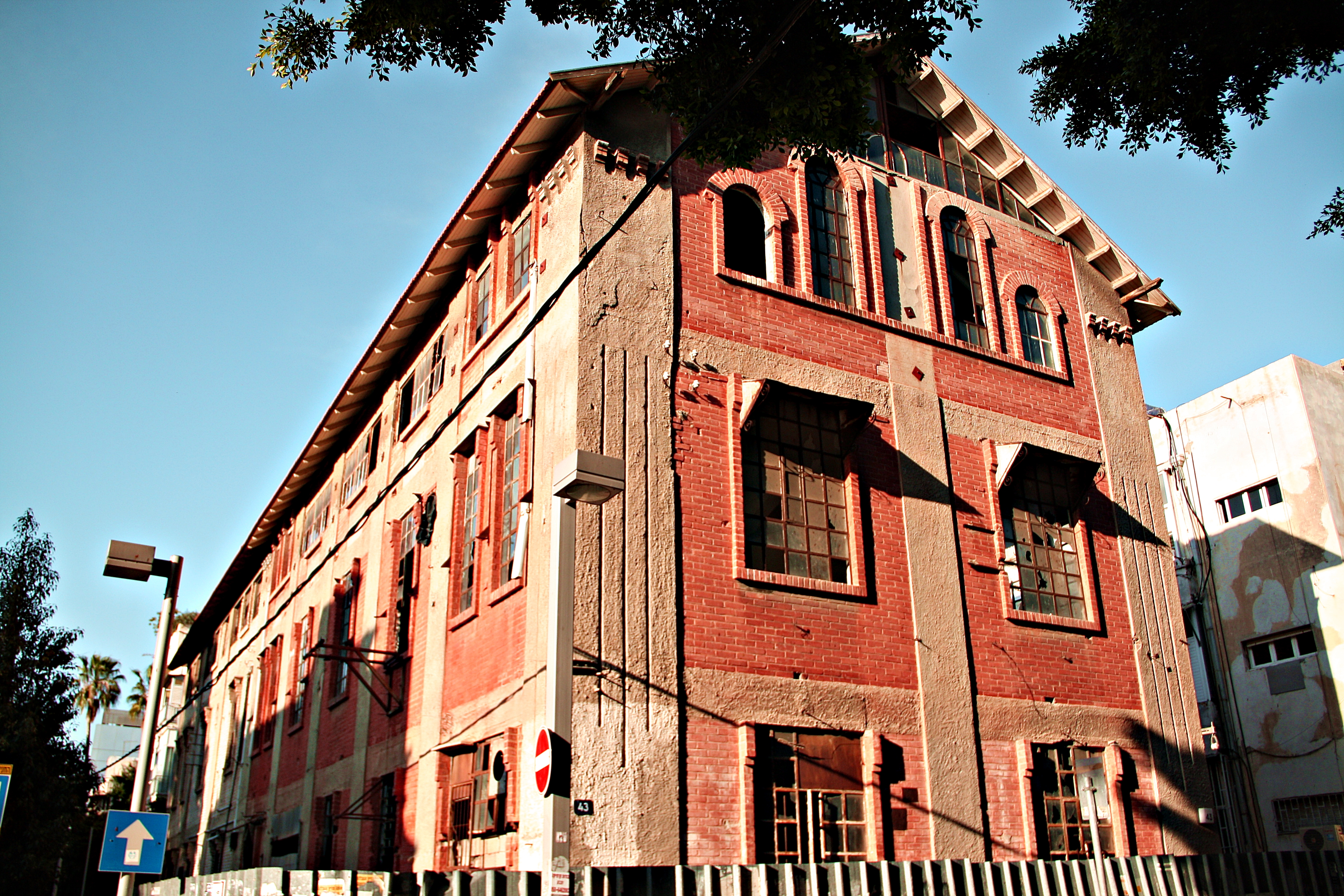
Fabryka włókiennicza Dom Łodzia

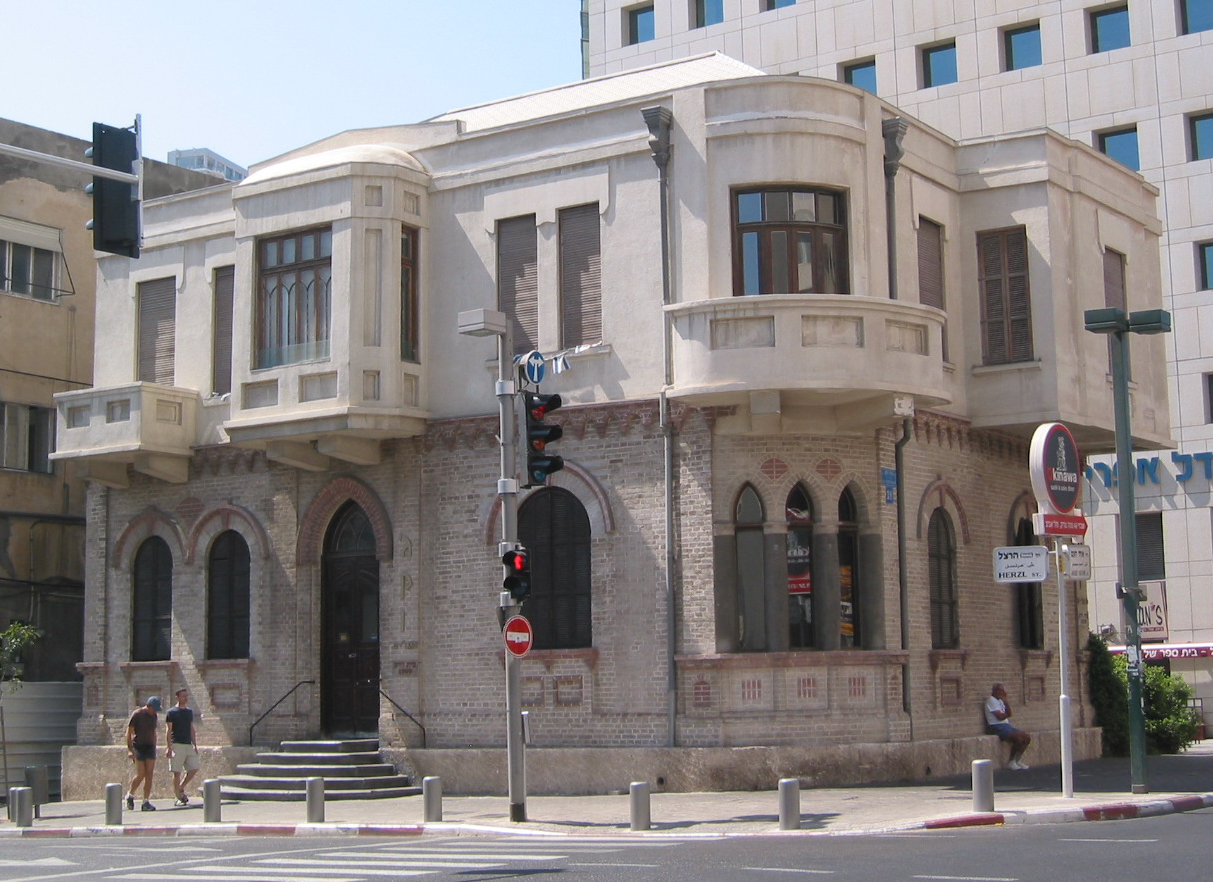
Dom Weissa w Tel Awiwie

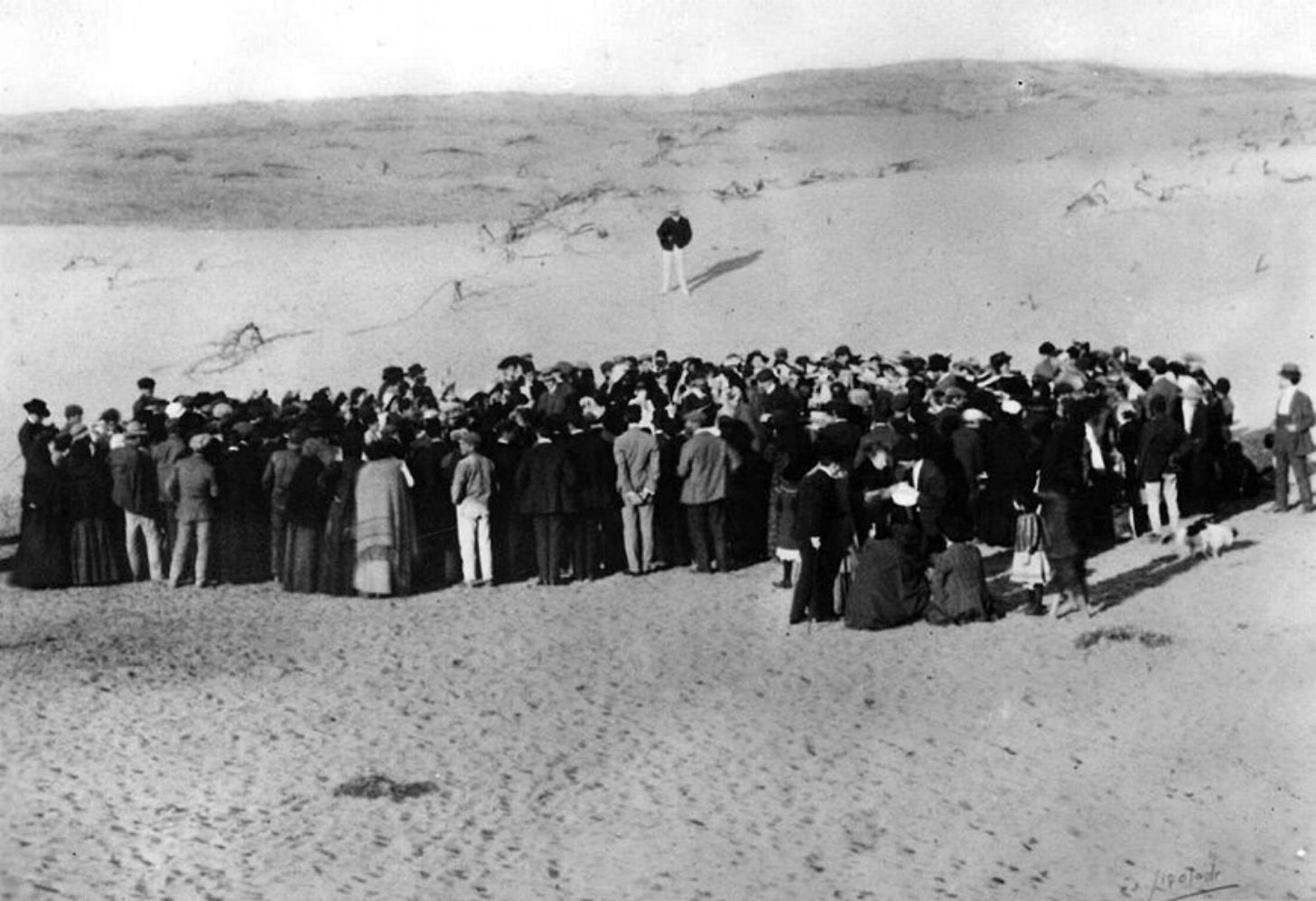
Losowanie działek w Tel-Awiwie, autor: Abraham Soskin